# گران ساسو دیتالیا
گران ساسو دیتالیا (به ایتالیایی: Gran Sasso) یک توده‌کوه در ایتالیا است که در ابروتزو واقع شده‌است. گران ساسو دیتالیا ۲٬۹۱۲ متر بالاتر از سطح دریا واقع شده‌است.